# Championnat de Finlande de hockey sur glace 1972-1973
Saison précédente Saison suivante
La saison 1972-1973 est la 43e saison de la SM-sarja.